# منتخب الأرجنتين لهوكي الجليد
منتخب الأرجنتين الوطني لهوكي الجليد هو منتخب وطني يمثل الأرجنتين في منافسات هوكي الجليد الدولية، بدأ منافساته في سنة 2012، حيث لعب أول مباراة دولية في تاريخه ضد منتخب المكسيك.